# Lista chorążych państw uczestniczących w Zimowych Igrzyskach Olimpijskich 2014

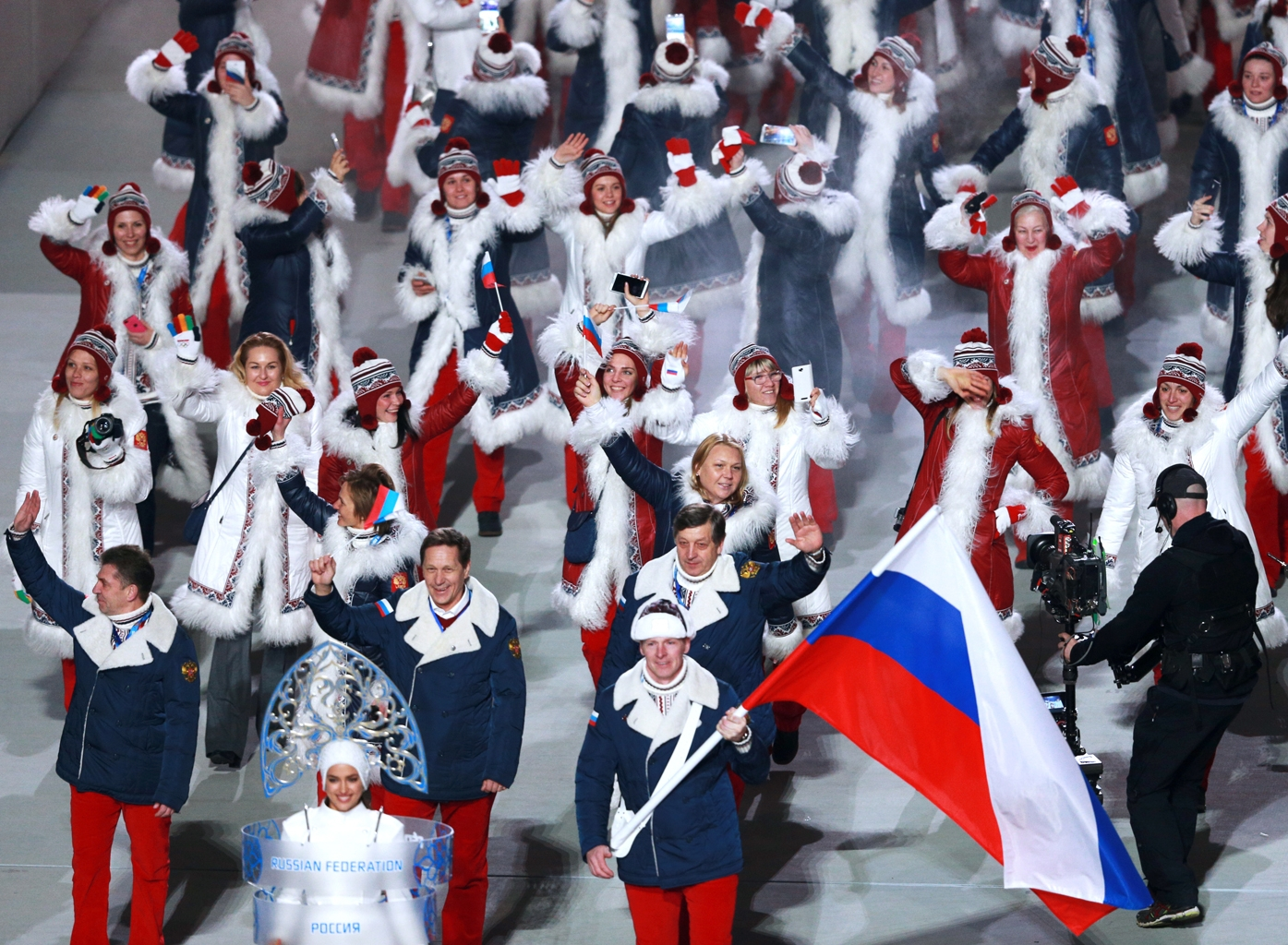
Ekipa rosyjska podczas ceremonii otwarcia, na pierwszym planie niosący flagę Aleksandr Zubkow

Lista przedstawia chorążych państw uczestniczących w Zimowych Igrzyskach Olimpijskich w 2014 w Soczi, którzy nieśli flagi państwowe podczas ceremonii otwarcia igrzysk 7 lutego 2014.
Tradycyjnie jako pierwsza na stadion weszła Grecja, następnie ekipy państw w kolejności alfabetycznej według alfabetu rosyjskiego, zaś ostatni gospodarz, czyli Rosja.
Wśród wszystkich chorążych było czworo hokeistów na lodzie.

## Lista
| Numer | Państwo                              | Chorąży                        | Dyscyplina                      |
| ----- | ------------------------------------ | ------------------------------ | ------------------------------- |
| 1     | Grecja                               | Panajota Tsakiri               | Biegi narciarskie               |
| 2     | Australia                            | Alex Pullin                    | Snowboarding                    |
| 3     | Austria                              | Mario Stecher                  | Kombinacja norweska             |
| 4     | Azerbejdżan                          | Patrick Brachner               | Narciarstwo alpejskie           |
| 5     | Albania                              | Erjon Tola                     | Narciarstwo alpejskie           |
| 6     | Andora                               | Mireia Gutiérrez               | Narciarstwo alpejskie           |
| 7     | Argentyna                            | Cristian Javier Simari Birkner | Narciarstwo alpejskie           |
| 8     | Armenia                              | Sergej Mikajelian              | Biegi narciarskie               |
| 9     | Brytyjskie Wyspy Dziewicze           | Peter Crook                    | Narciarstwo dowolne             |
| 10    | Białoruś                             | Alaksiej Hryszyn               | Narciarstwo dowolne             |
| 11    | Belgia                               | Hanna Mariën                   | Bobsleje                        |
| 12    | Bermudy                              | Tucker Murphy                  | Biegi narciarskie               |
| 13    | Bułgaria                             | Marija Kirkowa                 | Narciarstwo alpejskie           |
| 14    | Bośnia i Hercegowina                 | Žana Novaković                 | Narciarstwo alpejskie           |
| 15    | Brazylia                             | Jaqueline Mourão               | Biathlon Biegi narciarskie      |
| 16    | Macedonia                            | Darko Damjanowski              | Biegi narciarskie               |
| 17    | Wielka Brytania                      | Jon Eley                       | Short track                     |
| 18    | Węgry                                | Bernadett Heidum               | Short track                     |
| 19    | Wenezuela                            | Antonio Jose Pardo Andretta    | Narciarstwo alpejskie           |
| 20    | Wyspy Dziewicze Stanów Zjednoczonych | Jasmine Campbell               | Narciarstwo dowolne             |
| 21    | Niemcy                               | Maria Höfl-Riesch              | Narciarstwo dowolne             |
| 22    | Hongkong                             | Pan-To Barton Lui              | Short track                     |
| 23    | Gruzja                               | Nino Tsiklauri                 | Narciarstwo alpejskie           |
| 24    | Dania                                | Lene Nielsen                   | Curling                         |
| 25    | Dominika                             | Gary di Silvestri              | Biegi narciarskie               |
| 26    | Zimbabwe                             | Luke Steyn                     | Narciarstwo alpejskie           |
| 27    | Izrael                               | Wladislaw Bykanow              | Short track                     |
| 28    | Iran                                 | Hossein Saveh-Shemshaki        | Narciarstwo alpejskie           |
| 29    | Irlandia                             | Conor Lyne                     | Narciarstwo alpejskie           |
| 30    | Islandia                             | Sævar Birgisson                | Biegi narciarskie               |
| 31    | Hiszpania                            | Javier Fernández López         | Łyżwiarstwo figurowe            |
| 32    | Włochy                               | Armin Zöggeler                 | Saneczkarstwo                   |
| 33    | Kazachstan                           | Jerdos Achmadijew              | Biegi narciarskie               |
| 34    | Kajmany                              | Dow Travers                    | Narciarstwo alpejskie           |
| 35    | Kanada                               | Hayley Wickenheiser            | Hokej na lodzie                 |
| 36    | Cypr                                 | Constantinos Papamichael       | Narciarstwo alpejskie           |
| 37    | Kirgistan                            | Dmitry Trelevski               | Narciarstwo alpejskie           |
| 38    | Chiny                                | Tong Jian                      | Łyżwiarstwo figurowe            |
| 39    | Łotwa                                | Sandis Ozoliņš                 | Hokej na lodzie                 |
| 40    | Liban                                | Alexandre Mohbat               | Narciarstwo alpejskie           |
| 41    | Litwa                                | Deividas Stagniūnas            | Łyżwiarstwo figurowe            |
| 42    | Liechtenstein                        | Tina Weirather                 | Narciarstwo alpejskie           |
| 43    | Luksemburg                           | Kari Peters                    | Biegi narciarskie               |
| 44    | Malta                                | Elise Pellegrin                | Narciarstwo alpejskie           |
| 45    | Maroko                               | Adam Lamhamedi                 | Narciarstwo alpejskie           |
| 46    | Meksyk                               | Hubertus von Hohenlohe         | Narciarstwo alpejskie           |
| 47    | Mołdawia                             | Victor Pînzaru                 | Biegi narciarskie               |
| 49    | Monako                               | Olivier Jenot                  | Narciarstwo alpejskie           |
| 50    | Niezależni Sportowcy Olimpijscy      | wolontariusz                   |                                 |
| 51    | Nepal                                | Daćhiri Śerpa                  | Biegi narciarskie               |
| 52    | Holandia                             | Jorien ter Mors                | Łyżwiarstwo szybkie Short track |
| 53    | Nowa Zelandia                        | Shane Dobbin                   | Łyżwiarstwo szybkie             |
| 54    | Norwegia                             | Aksel Lund Svindal             | Narciarstwo alpejskie           |
| 55    | Pakistan                             | Mohammed Karim                 | Narciarstwo alpejskie           |
| 56    | Paragwaj                             | Julia Marino                   | Narciarstwo dowolne             |
| 57    | Peru                                 | Roberto Carcelén               | Biegi narciarskie               |
| 58    | Polska                               | Dawid Kupczyk                  | Bobsleje                        |
| 59    | Portugalia                           | Arthur Hanse                   | Narciarstwo alpejskie           |
| 60    | Korea Południowa                     | Lee Kyu-hyeok                  | Łyżwiarstwo szybkie             |
| 61    | Rumunia                              | Éva Tófalvi                    | Biathlon                        |
| 62    | San Marino                           | Vincenzo Michelotti            | Narciarstwo alpejskie           |
| 63    | Serbia                               | Milanko Petrović               | Biathlon Biegi narciarskie      |
| 64    | Słowacja                             | Zdeno Chára                    | Hokej na lodzie                 |
| 65    | Słowenia                             | Tomaž Razingar                 | Hokej na lodzie                 |
| 66    | Stany Zjednoczone                    | Todd Lodwick                   | Kombinacja norweska             |
| 67    | Tadżykistan                          | Alisher Kudratov               | Narciarstwo alpejskie           |
| 68    | Tajlandia                            | Kanes Sucharitakul             | Narciarstwo alpejskie           |
| 69    | Chińskie Tajpej                      | Sung Ching-yang                | Łyżwiarstwo szybkie             |
| 70    | Timor Wschodni                       | Yohan Goutt Goncalves          | Narciarstwo alpejskie           |
| 71    | Togo                                 | Mathilde-Amivi Petitjean       | Biegi narciarskie               |
| 72    | Tonga                                | Bruno Banani                   | Saneczkarstwo                   |
| 73    | Turcja                               | Alper Uçar                     | Łyżwiarstwo figurowe            |
| 74    | Uzbekistan                           | Kseniya Grigoreva              | Narciarstwo alpejskie           |
| 75    | Ukraina                              | Wałentyna Szewczenko           | Biegi narciarskie               |
| 76    | Filipiny                             | Michael Christian Martinez     | Łyżwiarstwo figurowe            |
| 77    | Finlandia                            | Enni Rukajärvi                 | Snowboarding                    |
| 78    | Francja                              | Jason Lamy Chappuis            | Kombinacja norweska             |
| 79    | Chorwacja                            | Ivica Kostelić                 | Narciarstwo alpejskie           |
| 80    | Czarnogóra                           | Tarik Hadžić                   | Narciarstwo alpejskie           |
| 81    | Czechy                               | Šárka Strachová                | Narciarstwo alpejskie           |
| 82    | Chile                                | Dominique Ohaco                | Narciarstwo dowolne             |
| 83    | Szwajcaria                           | Simon Ammann                   | Skoki narciarskie               |
| 84    | Szwecja                              | Anders Södergren               | Biegi narciarskie               |
| 85    | Estonia                              | Indrek Tobreluts               | Biathlon                        |
| 86    | Jamajka                              | Marvin Dixon                   | Bobsleje                        |
| 87    | Japonia                              | Ayumi Ogasawara                | Curling                         |
| 88    | Rosja                                | Aleksandr Zubkow               | Bobsleje                        |